# سوگوری هاشیتانی
سوگوری هاشیتانی (انگلیسی: Suguri Hashitani؛ زادهٔ ۱۵ نوامبر ۱۹۹۷) بازیکن فوتبال اهل ژاپن است.